# Het Hogeland College
Het Hogeland College (HHC) is een openbare school voor voortgezet onderwijs in de Nederlandse gemeente Het Hogeland. De school biedt vele vormen van voortgezet onderwijs, van praktijkschool tot en met vwo+. De oorspronkelijke school is in 1867 opgericht.

## Geschiedenis
Een groep Groninger herenboeren had al vaker de wens geuit om een eigen Rijks HBS te openen op het Hogeland. In 1867 werd de school opgericht als eerste HBS op het platteland. Weliswaar was een jaar eerder het latere Winkler Prins in Veendam opgericht, dit was echter in een min of meer stedelijke omgeving, terwijl Warffum een echt plattelandsdorp was en is.
Na fusies met diverse onderwijsinstellingen in de omgeving heet de school vanaf 1993 Het Hogeland College. De vestiging havo-vwo is nog steeds in Warffum gevestigd, de nevenvestigingen in Uithuizen en Winsum bieden vmbo in verschillende vormen aan.

## Bekende oud-leerlingen
- Nelleke Allersma, kunstenares
- Wiebe Hindrik Bosgra, onderwijzer en politicus
- Hendrik Jan van Braambeek, vakbondsbestuurder en politicus
- Jan Bultena, politicus
- Flip Buurmeijer, politicus
- Rubertus Jacob Clevering, landbouwer, politicus en voorvechter van monumenten
- Jimmy Dijk, politicus
- Johannes Frieling, politicus
- Erik Hoeksema, dammer en schaker
- Lammert Jan Hommes, politicus
- Jaap Nienhuis, oud-weerman RTV Noord
- Aalje Post, politicus
- Joost Schulte, radio-dj
- Ede Staal, zanger
- Johan van Veen, waterbouwkundige, grondlegger van het Deltaplan
- Tammo Egge Welt, landbouwer en burgemeester
- Ben Woldring, internetondernemer
- Jaap Wolters, ondernemer

## Bekende oud-docenten
- Aizo Betten, teken- en handvaardigheidsleraar, kunstenaar van De Ploeg
- Pieter Roelf Bos, aardrijkskundeleraar en grondlegger van de Bosatlas
- Doeko Bosscher, geschiedenisleraar, later hoogleraar aan de Rijksuniversiteit Groningen
- Jan Gerrit Jordens, tekenleraar en kunstenaar van De Ploeg
- Ekke Kleima, natuur- en wiskundeleraar en kunstenaar van De Ploeg